# ニーアクロージング
ニーアクロージング (NieR Clothing）は、株式会社アルファルートによって東京で展開運営されるアパレルのブランド。
アパレル各部門において商標登録済。

## 概要
ブランド名NieRは、Nothing Ideal Epoch Reign（新しい自分に）の頭文字からくる。
オンラインショッププラットフォームBaseにての販売にて売上を伸ばし、2020年1月にはBase売上ランキングにて90万ショップの中で月間ランキング1位を獲得する。月間売上1億円以上突破した。
2021年7月にはNieR CLOTHINGエポスカード入会受付開始。同年9月、翌年3月には関西コレクションにも出演。
同社のキャラクター、NieRちゃんを使用したLineスタンプ、Line着せ替え等もリリースされている。
日本各地で定期的にポップアップストアを展開しており記録的な売り上げを誇るファッションブランド。
スクウェア・エニックスが展開するNieRゲームシリーズとは無関係である。
小物、衣類、シューズ、雑貨等ジャンル問わず取り扱うオリジナルブランド。